# Augustijnenkerk (Wenen)
De Augustijnenkerk (Augustinerkirche in het Duits) is een kerkgebouw in de Oostenrijkse stad Wenen dat onderdeel is van het Hofburgcomplex. Het interieur stamt uit de late 18e eeuw en is een vroeg voorbeeld van neogotiek.
De kerk heeft een loretokapel. In deze kapel staan zilveren urnen met de harten van de Habsburgers. De lichamen van de Habsburgers liggen in de Kaisergruft. De kerk is ook bekend om de missen van Schubert en Haydn, deze missen worden zondags gehouden. Het Wiener Bach-Orgel is gemaakt door de Nederlandse orgelbouwfirma gebroeders Reil.